# Ebern
Ebern település Németországban, azon belül Bajorországban. Lakosainak száma 7365 fő (2023. december 31.).

## Népesség
A település népessége az elmúlt években az alábbi módon változott:
| Lakosok száma | 1116 | 2177 | 6410 | 7067 | 7214 | 7331 | 7333 | 7299 | 7359 | 7365 |
|               | 1875 | 1950 | 1975 | 1987 | 2012 | 2014 | 2016 | 2017 | 2021 | 2023 |